# Верх-Катавка
Верх-Ката́вка — село в Катав-Ивановском районе Челябинской области. Административный центр и единственный населённый пункт Верх-Катавского сельского поселения.

## География
Расположено недалеко от границы с Башкортостаном, в 20 километрах от Катав-Ивановска.
Через село протекает река Катав.

## История
В 1968 году в состав села включен посёлок при железнодорожной станции Самодуровка.

## Население
| 2002 | 2010 | 2011 | 2012 | 2013 | 2014 | 2015 |
| ---- | ---- | ---- | ---- | ---- | ---- | ---- |
| 343  | ↘273 | →273 | ↘265 | ↘245 | ↘237 | ↘233 |
| 2016 | 2017 | 2018 | 2019 | 2020 | 2021 |      |
| ↘219 | ↘213 | ↘212 | →212 | ↘201 | ↘161 |      |

По данным Всероссийской переписи, в 2010 году численность населения посёлка составляла 273 человека (139 мужчин и 134 женщины).

## Улицы
Уличная сеть села состоит из 6 улиц.